# Ако някой те обича
„Ако някой те обича“ е български игрален филм (драма) от 2010 година, по сценарий и режисура на Киран Коларов. Оператор е Емил Христов. Музиката във филма е композирана от Кирил Дончев. Художник на постановката е Петър Горанов.

## Актьорски състав
- Деян Донков – Учителят по музика Александър Паскалев
- Фани Коларова – ученичката Нора
- Стоянка Мутафова – Бабата на Нора
- Николай Урумов – Гелето
- Йосиф Сърчаджиев – Моден дизайнер и приятел на Нора
- Михаил Мутафов – Директорът
- Роберт Янакиев – Учител по физическо
- Анета Сотирова – Учителката по руски език Кузмина
- Мария Каварджикова – Вера

## История
Филмът е показан през 2009 г. с името „Невинно твоя“.